# Паламарчук Сергій Павлович
Сергій Павлович Паламарчук (4 березня 1989) — український плавець, призер Літніх Паралімпійських ігор. Майстер спорту України міжнародного класу.
Займається плаванням у Миколаївському регіональному центрі з фізичної культури і спорту інвалідів «Інваспорт».
Срібний призер чемпіонату світу 2013 року.
Дворазовий чемпіон та триразовий бронзовий призер чемпіонату Європи 2014 року.
Чемпіон та дворазовий бронзовий призер чемпіонату світу 2015 року.
Чемпіон (50 м на спині), триразовий срібний призер (200 м вільним стилем, 100 на спині, 50 м вільним стилем) Чемпіонату Європи 2016 року.
Мешканець селища Полігон, активіст громадської організації з розвитку спортивного руху. Користується інвалідним візком.

## Державні нагороди
- Орден «За мужність» III ст. (4 жовтня 2016) — За досягнення високих спортивних результатів на XV літніх Паралімпійських іграх 2016 року в місті Ріо-де-Жанейро (Федеративна Республіка Бразилія), виявлені мужність, самовідданість та волю до перемоги, утвердження міжнародного авторитету України[1]